# 新希奇
49°28′7″N 23°25′7″E / 49.46861°N 23.41861°E
新希奇（羅馬化：Novoshychi）是烏克蘭的村落，位於該國西部利沃夫州，由德羅霍貝奇區負責管轄，始建於1300年，面積1.13平方公里，2001年人口494，人口密度每平方公里436.78人。